# Markthalle (Dourdan)

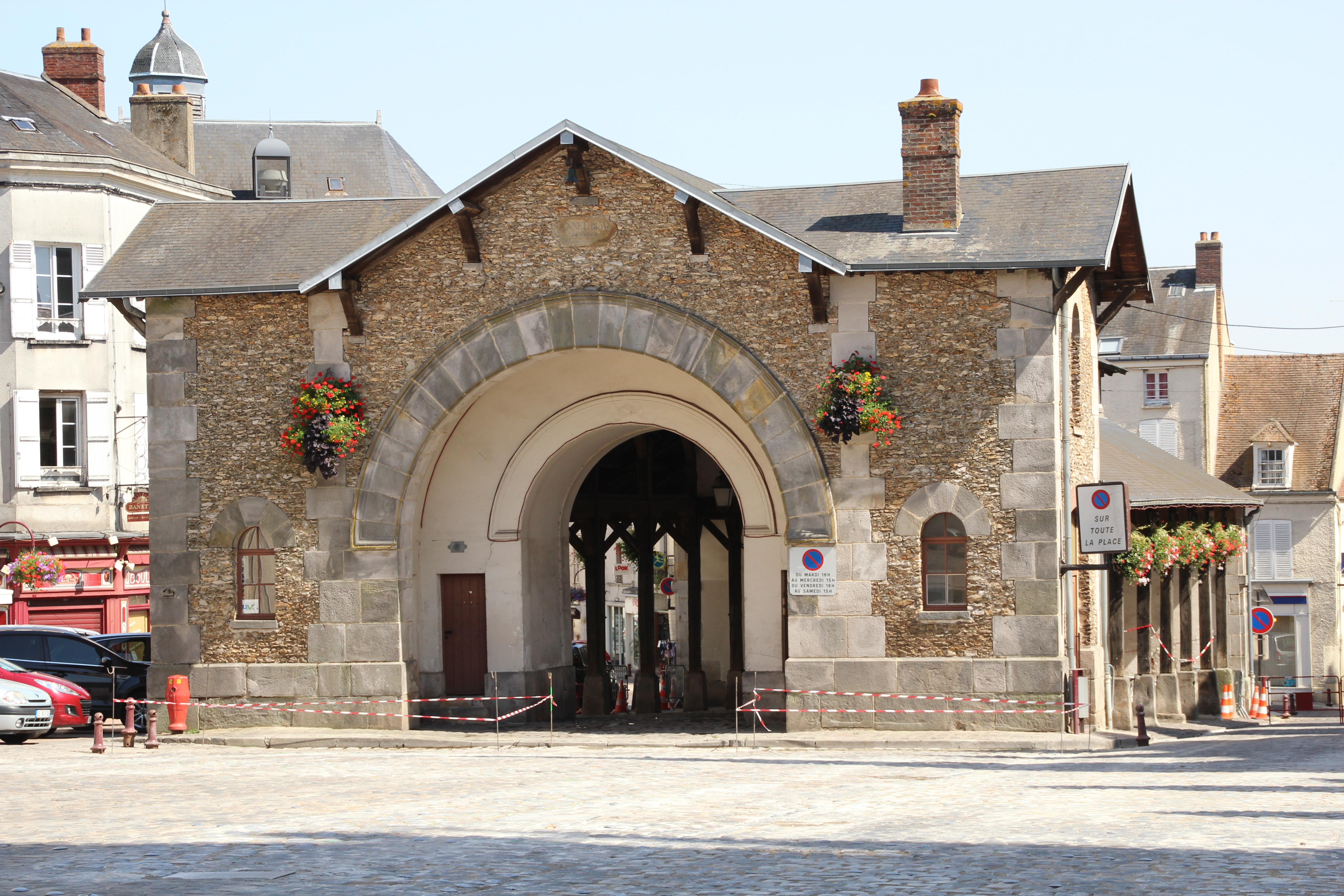
Markthalle in Dourdan

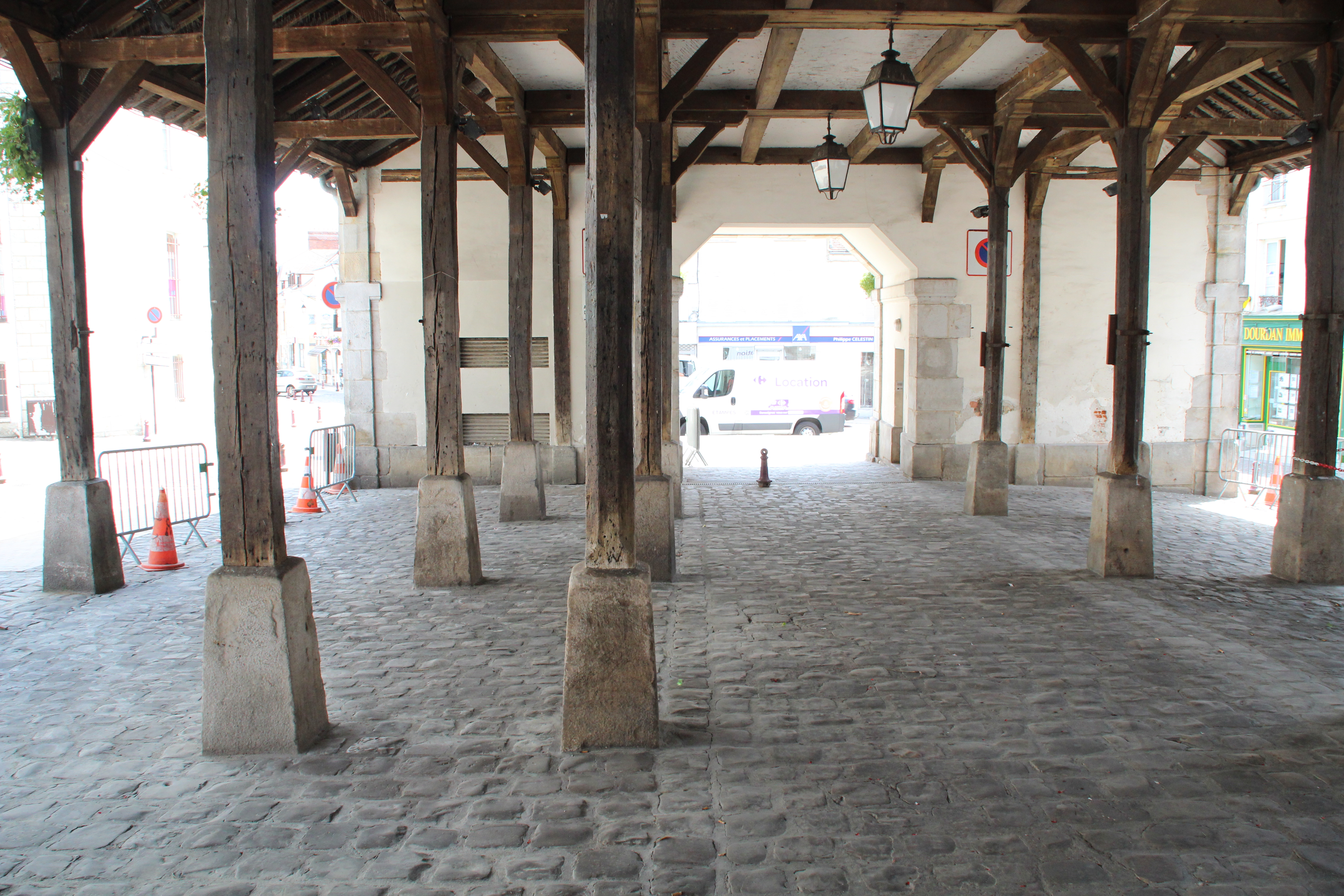
Innenansicht

Die Markthalle in Dourdan, einer französischen Stadt im Département Essonne in der Region Île-de-France, wurde 1836 errichtet. Die Markthalle an der Place du Général de Gaulle ersetzte die alte Markthalle aus dem 13. Jahrhundert.
Die neue Markthalle wurde nach Plänen des Architekten Lucien-Tirte van Clemputte vom Bauunternehmer Alexis-Léonard Pommier errichtet.
Die circa 38 Meter lange Halle mit Holzpfeilern auf Sandsteinfundamenten besitzt an beiden Enden zweigeschossige Gebäude aus Bruchstein. Der repräsentative Eingang an der Südseite mit großem Rundbogen ist der Stadtmitte zugewandt.